# داریو مالتیز
داریو مالتیز (انگلیسی: Dario Maltese؛ زادهٔ ۲۹ سپتامبر ۱۹۹۲) بازیکن فوتبال اهل ایتالیا است.
از باشگاه‌هایی که در آن بازی کرده‌است می‌توان به باشگاه فوتبال لاتینا، باشگاه فوتبال رجانا، باشگاه فوتبال پالرمو، و باشگاه فوتبال آلساندریا اشاره کرد.